# Польовий-2
Польови́й-2 (рос. Полевой-2) — селище у складі Верхньокамського району Кіровської області, Росія. Входить до складу Лісного міського поселення.
Населення становить 565 осіб (2010, 190 у 2002).
Національний склад станом на 2002 рік — росіяни 83 %.